# Erik Granfelt (gymnast)
Erik Granfelt, född 17 november 1883 i Stockholm, död 18 februari 1962 i Täby, var en gymnast.
Han blev olympisk guldmedaljör 1908.
Vid extraspelen i Aten 1906 sände Sverige en stor grupp truppgymnaster. Efter en del turer blev det endast uppvisning för svenskarna, men fem av dem ställde upp i det dragkampslag som knep brons. Detta efter förlust mot Grekland (Omas Helleniki P.S.) och seger mot Österrike. En av dessa fem gymnaster var Erik Granfelt.
Två år senare blev det äntligen olympiska gymnastiktävlingar för blågult och Granfelt var med om att vinna guld i lagtävlingen. Trupperna hade mellan 16 och 40 deltagare och Sverige (438 poäng) segrade före Norge (425) och Finland (405). Åtta länder deltog med lag.
Erik Granfelt var svensk fanbärare vid OS i London 1908. Hans bröder Nils och Hans var båda medaljolympier (se under respektive namn). Förutom sina insatser som gymnast och dragkamp sysslade Erik bland annat också med fotboll. 1901 blev han svensk mästare med AIK.
Erik Granfelt, född i Stockholm, avled i Täby 78 år gammal.
KÄLLA: Olympiaboken